# 沈策
沈策（1907年—2005年10月22日），字建生，浙江省台州仙居县人，中華民國軍事人物，1928年考入黄埔军校第六期。曾任国民党陆军第一军参谋长、一一四军军长、六十九军军长等职。
1947年3月14日，参加陕北战役和延安之役，隸屬於董钊第一军右兵团，由宜川经南泥湾向延安进攻。3月20日抵達延安，后随军转战陕北两个月，出任胡宗南西安绥靖公署副参谋长。1949年10月，随胡宗南南退四川。12月30日曾提出以怒江、澜沧江以西为根据地，以西昌、雷马为游击区，反对固守西昌，但遭胡宗南斥责。1950年3月，于西昌地区被俘虜。1975年被特赦后安排在浙江省政协工作。1976年随女儿移居美国。2002年他叶落归根，2003年经批准恢复中国国籍。因病于2005年10月22日18时06分在北京逝世，享年98岁。